# Valken
Der Valken (norwegisch für Brötchen) ist ein Hügel im ostantarktischen Königin-Maud-Land. Im nördlichen Teil des Ahlmannryggen ragt er 10 km südwestlich des Marsteinen auf.
Norwegische Kartografen, die den Hügel auch deskriptiv benannten, kartierten ihn anhand von Luftaufnahmen und Vermessungen der Norwegisch-Britisch-Schwedischen Antarktisexpedition (1949–1952) und Luftaufnahmen, die zwischen 1958 und 1959 bei der Dritten Norwegischen Antarktisexpedition (1956–1960) erstellt worden sind.